# José Mario Ruiz Navas
José Mario Ruiz Navas (Pujilí, 20 luglio 1930 – Pujilí, 10 dicembre 2020) è stato un arcivescovo cattolico ecuadoriano.

## Biografia
José Mario Ruiz Navas nacque a Pujilí il 20 luglio 1930.

### Formazione e ministero sacerdotale
Frequentò la scuola secondaria al collegio "San Luis". Studiò filosofia presso il seminario maggiore "San Giuseppe" di Quito e teologia, diritto canonico e scienze sociali presso la Pontificia Università Gregoriana a Roma.
Il 17 aprile 1954 fu ordinato presbitero a Roma. Tornato in patria la Conferenza episcopale gli affidò l'organizzazione della segreteria generale sotto la direzione di monsignor Bernardino Echeverría Ruiz, allora vescovo di Ambato. Per nove anni promosse l'apostolato secolare come consigliere dell'Azione Cattolica e del Movimento Familiare Cristiano nel Paese.
Accompagnò come segretario il cardinale Carlos María de la Torre al conclave del 1958, che elesse papa Giovanni XXIII, e a tutte le quattro le sessioni del Concilio Vaticano II.

### Ministero episcopale
Il 5 dicembre 1968 papa Paolo VI lo nominò vescovo di Latacunga. Ricevette l'ordinazione episcopale il 12 gennaio successivo in piazza piazza Santo Domingo a Latacunga dall'arcivescovo Giovanni Ferrofino, nunzio apostolico in Ecuador, co-consacranti l'arcivescovo metropolita di Olinda e Recife Hélder Pessoa Câmara e il vescovo di Cap-Haïtien Albert François Cousineau.
Il 6 agosto 1989 papa Giovanni Paolo II lo nominò vescovo di Portoviejo. Il 25 febbraio 1994 lo stesso pontefice elevò la circoscrizione al rango di arcidiocesi metropolitana con la bolla Maiori spirituali e lo nominò suo arcivescovo metropolita.
Era noto per il suo sostegno ai più poveri e ai giovani attraverso la creazione di centri artigianali e farmacie mediche e la promozione di programmi di igiene ambientale e la formazione di 110 gruppi per la promozione delle donne. Avviò la Radio Católica de Manabí e il seminario "San Pietro". Lavorò come editorialista per il quotidiano El Universo.
Nel gennaio del 1985 organizzò l'incontro di papa Giovanni Paolo II, in visita nel paese, con i rappresentanti delle comunità indigene.
Fu presidente della Conferenza episcopale ecuadoregna dal 1993 al 2002.
Il 6 agosto 2007 papa Benedetto XVI accettò la sua rinuncia al governo pastorale dell'arcidiocesi per raggiunti limiti di età.
Morì nella sua abitazione di Pujilí la sera del 10 dicembre 2020 all'età di 90 anni per COVID-19. Fu sepolto all'alba del giorno successivo nella chiesa parrocchiale di Pujilí. Le esequie si tennero il 12 dicembre nella stessa chiesa.

## Genealogia episcopale e successione apostolica
La genealogia episcopale è:
- Cardinale Scipione Rebiba
- Cardinale Giulio Antonio Santori
- Cardinale Girolamo Bernerio, O.P.
- Arcivescovo Galeazzo Sanvitale
- Cardinale Ludovico Ludovisi
- Cardinale Luigi Caetani
- Cardinale Ulderico Carpegna
- Cardinale Paluzzo Paluzzi Altieri degli Albertoni
- Papa Benedetto XIII
- Papa Benedetto XIV
- Papa Clemente XIII
- Cardinale Marcantonio Colonna
- Cardinale Giacinto Sigismondo Gerdil, B.
- Cardinale Giulio Maria della Somaglia
- Cardinale Carlo Odescalchi, S.I.
- Vescovo Eugène de Mazenod, O.M.I.
- Cardinale Joseph Hippolyte Guibert, O.M.I.
- Cardinale François-Marie-Benjamin Richard
- Cardinale Pietro Gasparri
- Cardinale Clemente Micara
- Arcivescovo Armando Lombardi
- Arcivescovo Giovanni Ferrofino
- Arcivescovo José Mario Ruiz Navas

La successione apostolica è:
- Vescovo Néstor Rafael Herrera Heredia (1982)
- Vescovo Victor Alejandro Corral Mantilla (1982)
- Vescovo Francisco Ovidio Vera Intriago (1993)
- Arcivescovo Lorenzo Voltolini Esti (1994)
- Vescovo Wilson Abraham Moncayo Jalil (2002)